# Maîche
Maîche is een gemeente in het Franse departement Doubs (regio Bourgogne-Franche-Comté). De plaats maakt deel uit van het arrondissement Montbéliard. Maîche telde op 1 januari 2022 4.226 inwoners.

## Geografie
De oppervlakte van Maîche bedraagt 17,42 km², de bevolkingsdichtheid is 245 inwoners per km² (per 1 januari 2019).
De onderstaande kaart toont de ligging van Maîche met de belangrijkste infrastructuur en aangrenzende gemeenten.

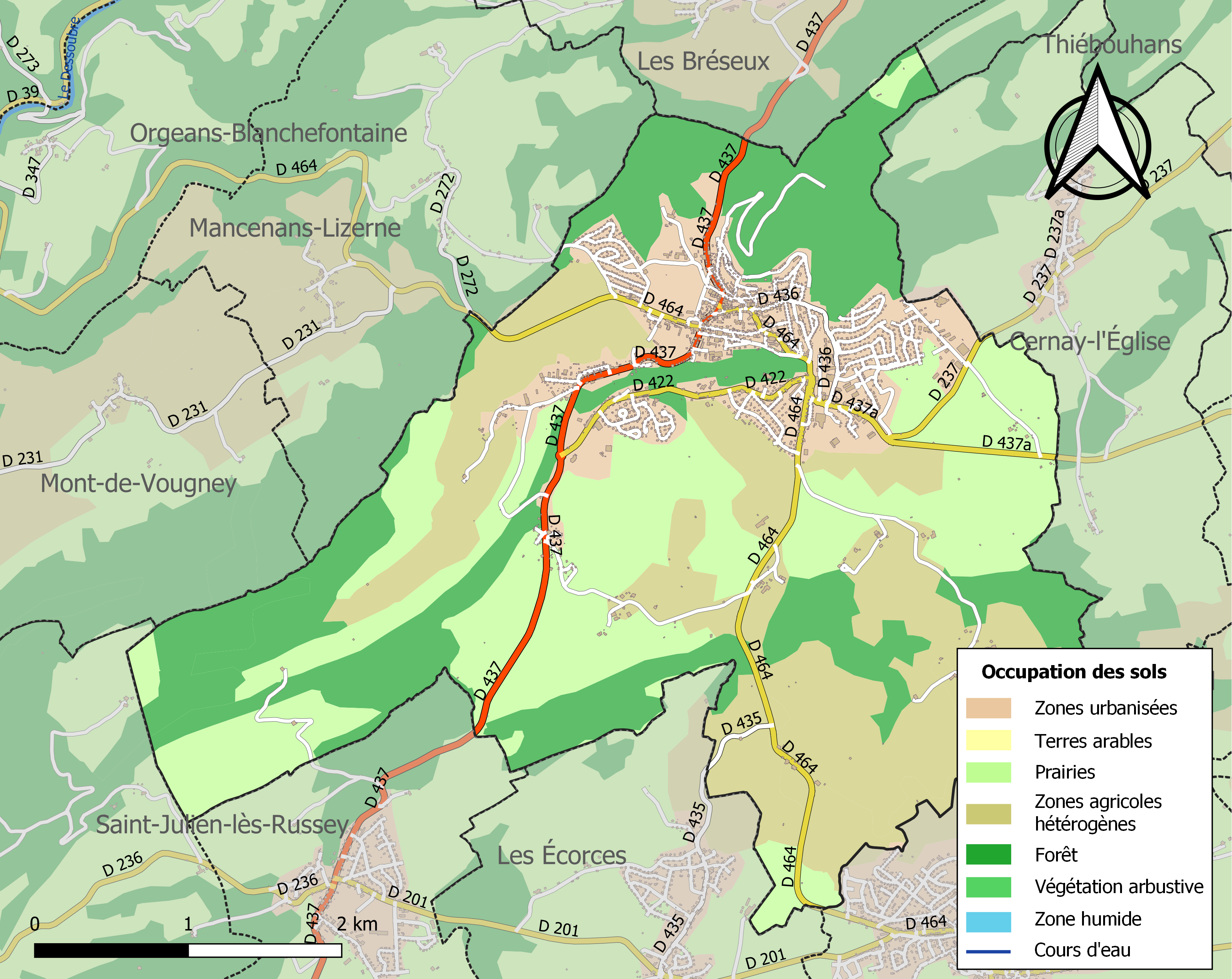

## Demografie
Onderstaande figuur toont het verloop van het inwonertal (bron: INSEE-tellingen).